# 안드로메다자리 크시
안드로메다자리 크시(ξ And / ξ Andromedae)는 안드로메다자리의 이중성이다. 공식적으로는 아딜이라고 한다. 아딜은 아랍어, الذيل →옷자락에서 따왔다. 겉보기 등급은 +4.875 등급이다. 분광 쌍성으로 두 천체는 아주 가까이 서로를 공전하고 있으며, 주기는 17.77 일이다. 지구에서 196 광년 떨어져 있다.

## 참고 자료
- 안드로메다자리 크시의 사진
- Simbad